# Bregowine
Bregowine, Bregwine ou Bregwin est un prélat anglais mort en août 764. Il est archevêque de Cantorbéry de 761 à sa mort. Son bref épiscopat n'a pas laissé beaucoup de traces, hormis quelques chartes. Considéré comme un saint après sa mort, il est fêté le 26 août.

## Biographie
On ne sait rien de Bregowine avant son élection au siège de Cantorbéry, si ce n'est que contrairement à ses prédécesseurs Tatwine et Nothhelm, il n'est probablement pas originaire de Mercie. Les deux hagiographies écrites à son sujet après la conquête normande de l'Angleterre proposent des récits contradictoires et peu dignes de confiance : Osbern affirme qu'il était un Saxon converti au christianisme, attiré à Cantorbéry par la réputation de l'archevêque Théodore de Tarse, alors qu'Eadmer affirme qu'il doit son élévation au roi Æthelberht II.
Bregowine est sacré le 27 septembre 761. Son élection prend place durant une brève période où le royaume du Kent est libre de la domination mercienne (756-764), ce qui tendrait à corroborer le récit d'Eadmer. Son activité est principalement connu par l'entremise de chartes, mais bon nombre d'entre elles sont perdues. Ainsi, il conteste la confiscation d'une église par le roi du Wessex Cynewulf à Cookham et approuve une donation de terres situées à Cantorbéry par Dunwald, un thegn du roi Æthelberht. Grâce à ses lettres à l'archevêque de Mayence Lull, on sait qu'il s'est rendu à Rome à une date inconnue.
Bregowine meurt en 764. Il est inhumé dans le baptistère de Cantorbéry. Vers 1121, un moine allemand tente de faire déplacer sa dépouille dans un monastère du continent, mais ses efforts échouent. En fin de compte, ses restes sont déplacés dans le chœur de la cathédrale de Cantorbéry en 1123, d'abord dans le transept nord, puis près de l'autel de saint Grégoire dans le transept sud. Considéré comme saint, Bregowine est fêté le 26 août, bien que Florence de Worcester date sa mort du 24 août et que d'autres sources la situent le 25.
Il donne son nom à la ville de Saint-Brevin-les-Pins, en Loire-Atlantique.[réf. souhaitée]